# Czecho No Republicのオールナイトニッポン0(ZERO)
「Czecho No Republicのオールナイトニッポン0(ZERO)」（チェコ・ノー・リパブリックのオールナイトニッポンゼロ）は、ニッポン放送で2014年4月1日から始まったのラジオ番組。

## 概要
2014年3月6日にパーソナリティになることが発表された。
この番組は「“キラキラ”サウンドのポップでロックなチェコノーが“ギラギラ”“ギトギト”に変貌するディープでパンクな午前3時!!」と銘打っている。
番組内では、武井優心をメインにして、4人のメンバーは週替わりで登場するスタイルをとっていたが（1回の放送でだいたい2名程度だが、スペシャルウィークの時は全員が出演）、2014年6月頃から砂川一黄がほぼレギュラーとなり、この2人がほぼ軸となっている。
パーソナリティを務める、武井優心は「まさか決まったのがこんなにも歴史的な番組とは!! 本当にたじろいでます!!!」とした上で「普段2時間も自分の話を聞いてくれる親切な方は周りにいないので（笑）、これを機に思い切ったトークを展開したいと思います」と抱負を述べている。その後、2014年3月25日に行われたオールナイトニッポン新パーソナリティ発表会見で、武井は「（他の曜日のパーソナリティと比べて）この中で１番知名度も低いし、華もないし、需要もないし、貯金もないだろうし、守るものが１番無いと思うので、音楽業界の裏側を俺が切ったところで何の害もないだろうし、何でもやっちゃおうと思っている。」と述べている。
2014年秋の改編で、月曜-金曜の早朝に「山口良一 今日もいきいきあさ活ニッポン」が放送されることになったため、27:00-28:30の90分枠に短縮されることになった。なお、NOTTVは従来通り、27:00-29:00の2時間枠となる。
2015年9月5日、5thアルバム『Santa Fe』リリースを前にして「Czecho No RepublicのオールナイトニッポンR」が放送されることになった。ZEROネット局のうち、西日本放送は28:00まで、ニッポン放送では28:30まで、ラジオ関西と東北放送では未放送。

ただし、都合により録音体制となった。

## 放送時間
- 火曜 27:00-29:00

## パーソナリティ
- Czecho No Republic（ニッポン放送のタイムテーブルでは「チェコ・ノー・リパブリック」と表記）

【レギュラー】
武井 優心 - 番組の進行を担う。初回から出演している。番組の下ネタカラーは彼の「自転車に乗っているときにそのまま達した」という話がきっかけ。母親から苦言を呈されている。
砂川 一黄 - 6月以降はレギュラーで定着。リスナーからは「砂川先生」と呼ばれる。事ある毎に武井やリスナー、挙句にはスタッフから弄られ倒される。
【セミレギュラー】
山崎 正太郎
タカハシ マイ - 4月のスペシャルウィークの前の週に武井以外で初めて登場したチェコメンバー
八木 類 - 一部のジングルでネイティヴ・イングリッシュを披露している。もっとも登場回数は少ない。

## コーナー
特段銘打ってコーナーをやっているものはなく、週替わりのメッセージテーマに沿って武井を中心に話を膨らませる、というオーソドックスな内容。

120分から90分に短縮されてからはコーナーは全くなく、リスナーからのメッセージによる展開が多い。また、武井・スタッフ・リスナーの思いつきから突発的に行うことも多々ある。

唯一「あいつのくさいモノベスト5!」については後述通りで、リスナーやメンバーの振りから唐突に行われる。
あいつのくさいモノベスト5!
4時台冒頭に毎週のように行われるコーナー。番組内で『くさいものの代表格』となっているAD佐々木（通称：ササキング）の身に着けているものを直接嗅ぐコーナーだが、必ずと言っていいほど嗅いだ人間はむせ返る。武井曰く「脳天を一気に突き抜けるようなにおい」「このあとに咽喉をやられる」。
一度コーナーをなくしかけたことがあるが、リスナーから「ツイッターのタイムラインが停滞している」と指摘を受け、急きょ行ったところ人気を盛り返したことから何かしらの形で行っている。
ジングル解体講座
これは特段コーナー名はない。当番組のジングルはすべて武井が自ら作成し宅録、そこに武井やチェコ人スタッフ・パベルの声を載せたものである。そこでジングルの音をそれぞれ分解して完成の道筋を聴かせていくもの。さらに別のメンバーの声を別途アテレコ録音して番組内で使用している。
2014年6月3日の放送ではタカハシマイが制作してきたものを本人が紹介した。またリスナーの「タカハシボイスのジングルが無い」との指摘を受けて本人がアテレコをした。
チェコクイズ
番組ジングルの声も担当するNOTTVスタッフのチェコ人・パヴェルがチェコ語でクイズを出す。ただし、全部チェコ語であるうえ誰一人理解できないため、当然正解者は出ず、毎週同じ問題が出されていた。

## ゲスト及びその他の出演者
- 2014年8月26日 - ジャンケンジョニー (MAN WITH A MISSION)

- 2014年9月23日 - 芦沢統人 (パップコーン)

- 2014年10月21日 - SAKANAMON

- 2014年10月22日、2015年3月18日 - R藤本

- 2014年11月4日 - 西田あい

- 2015年1月6日 -  渋谷龍太 柳沢亮太 (SUPER BEAVER)